# لويس هيلتون
لويس هيلتون (بالإنجليزية: Lewis Hilton)‏ (22 أكتوبر 1993 بترورو في المملكة المتحدة - ) هو لاعب كرة قدم بريطاني في مركز الوسط. لعب مع تشارلوت إندبنتنس وOcala Stampede ‏.

## وصلات خارجية
- لويس هيلتون على موقع قاعدة بيانات كرة القدم.إي يو (الإنجليزية)
- لويس هيلتون على موقع Soccerway.com (الإنجليزية)